# Batalha de Tarawa
A Batalha de Tarawa foi um confronto militar travado no contexto da Guerra do Pacífico durante a Segunda Guerra Mundial, sendo travada entre os dias 20 e 23 de novembro de 1943 no Atol de Tarawa, Ilhas Gilbert. Cerca de 6 400 japoneses, coreanos e americanos morreram na batalha, a maioria na pequena ilhota de Betio, no sul do atol.
A batalha em Tarawa foi a primeira grande ofensiva americana na região central do Pacífico. Foi também a primeira vez na guerra que as forças armadas dos Estados Unidos sofreram séria oposição de defensores japoneses durante um desembarque anfíbio. Ações anteriores deste tipo haviam sofrido pouca ou nenhuma resistência, mas desta vez os 4 500 japoneses na ilha, bem supridos e bem preparados, resistiram ferozmente e lutaram até o último homem, impondo grandes baixas aos americanos. Os Estados Unidos sofreram perdas enormes em outras campanhas também, como por exemplo em Guadalcanal, mas a quantidade alta de mortos em Tarawa ficou notório por ter acontecido em uma pequena área e em um espaço de tempo curto de apenas 76 horas.
A batalha por Tarawa segue controversa até os dias atuais. Acadêmicos e historiadores questionam a necessidade e o valor estratégico desta invasão, afirmando que talvez o custo de vidas não tenha valido a pena no quadro geral da guerra.

## Contexto

### Decisões estratégicas americanas

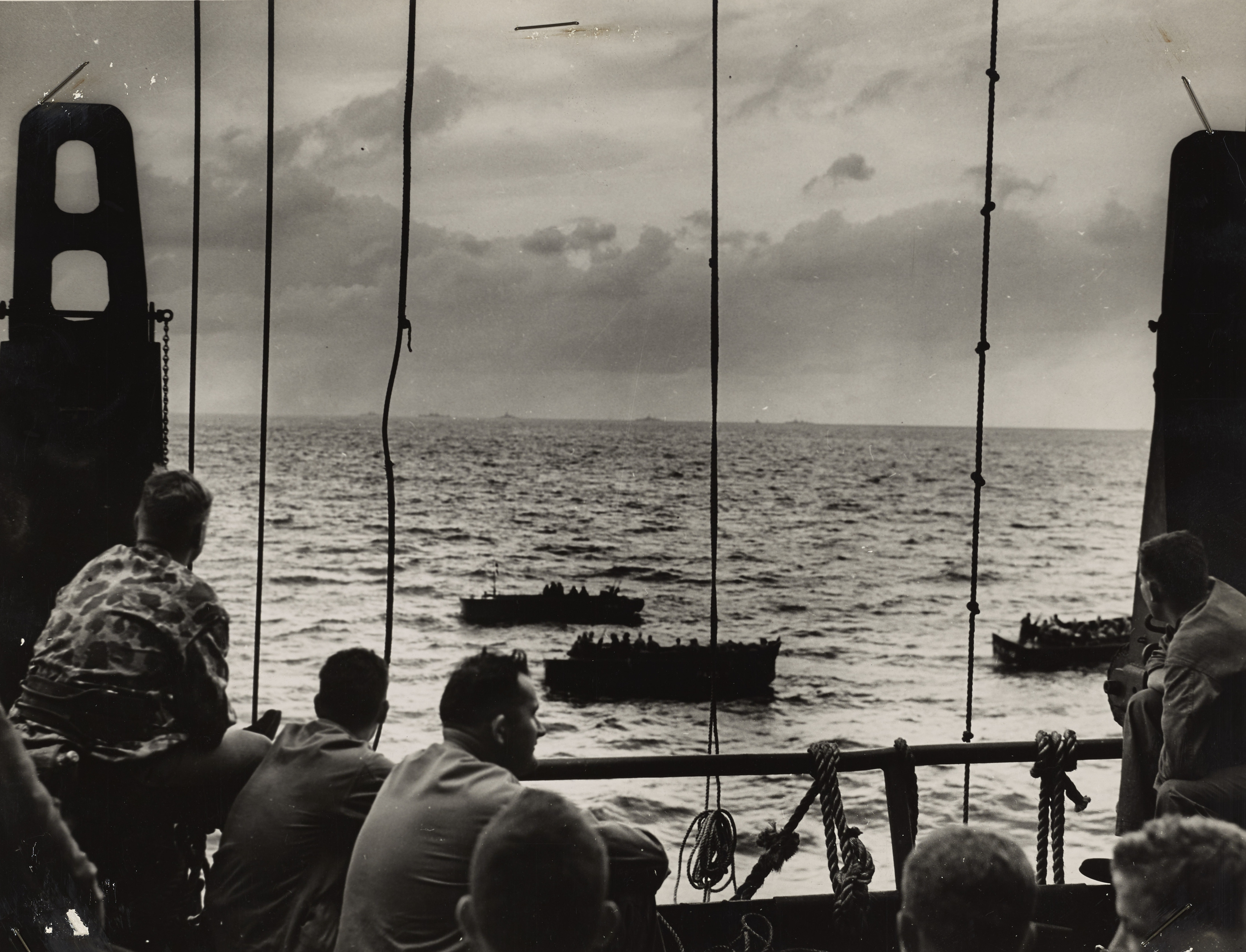
Tropas americanas sendo levadas para Tarawa

Com o objetivo de preparar bases aéreas capazes de apoiar operações no meio do Oceano Pacífico, das Filipinas até as ilhas principais do Japão, os Estados Unidos planejaram assumir o controle das Ilhas Marianas. Esta região, contudo, era muito bem defendida. A doutrina naval da época sugeria que para apoiar uma ofensiva insular terrestre era necessário enfraquecer as defesas costeiras e proteger a força de invasão, e isso seria conquistado ao assumir o controle de regiões próximas ao alvo desejado. Ilhas próximas capazes de apoiar tal esforço perto das Marianas eram as Ilhas Marshall, a nordeste de Guadalcanal. Tomar as Ilhas Marshall iria fornecer uma base para lançar uma ofensiva contra as Marianas, mas para chegar lá era necessário passar pela ilha de Betio, no lado oeste do Atol de Tarawa, nas Ilhas Gilbert. Assim, para eventualmente invadir as Marianas, era necessário antes tomar Tarawa.
Após a conquista de Guadalcanal, a 2ª Divisão de Fuzileiros havia se retirado para a Nova Zelândia para descansar e se recuperar. As unidades desfalcadas foram preenchidas e os homens se recuperaram de malária e outras doenças que os haviam enfraquecido durante a luta nas Ilhas Salomão. Em 20 de julho de 1943, o comando das forças armadas dos Estados Unidos ordenou que o almirante Chester W. Nimitz começasse a preparar planos para uma operação ofensiva nas Ilhas Gilbert. Em agosto, o almirante Raymond Spruance foi para a Nova Zelândia para se encontrar com o comandante da 2ª Divisão de Fuzileiros, o general Julian C. Smith, e iniciaram os planos de invasão.

### Preparações japonesas

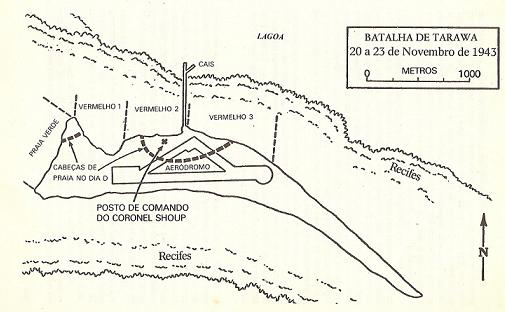
Mapa da ilha de Betio.

Localizado a 3 900 km do sudoeste de Pearl Harbor, Betio era a maior ilha no Atol de Tarawa.  A ilhota, plana no extremo sul de uma lagoa, era onde estava grande parte da presença militar japonesa. Em um formato de triangulo, a ilha tem apenas 3,2 km e tem pelo menos 730 metros de largura. Um longo cais foi construído na parte saliente da costa norte que poderia desembarcar suprimentos facilmente, com recifes rasos cercando a ilha. A costa norte tinha uma grande lagoa, enquanto as partes sul e oeste tinham águas profundas abertas para o oceano.
Após o ataque à Ilha de Makin, conduzido pelo então coronel Evans Carlson, em agosto de 1942, os comandantes japoneses ficaram cientes da vulnerabilidade e da importância estratégica das Ilhas Gilbert. O 6º Regimento da Kaigun Rikusentai ("Forças especiais de desembarque") foi para Tarawa, no início de 1943, para reforçar as defesas por lá. O comando era do almirante Tomonari Saichiro, um experiente engenheiro que orquestrou a construção de sofisticadas estruturas defensivas em Betio. Quando chegaram, o 6º Regimento Yokosuka se tornou uma guarnição e sua identificação de unidade passou a ser 3ª Base especial de Força de Defesa. O principal objetivo de Tomonari no seu esquema de defesa era deter as tropas atacantes ainda na água ou aniquila-los nas praias. Uma enorme quantidade de casamatas e ninhos de metralhadora foram construídos, com excelentes posições de tiro com boa visão da praia. Já no interior da ilha estava o posto de comando e uma enorme quantidade de abrigos, feitos para proteger as tropas de bombardeios aéreos. Contudo, não havia muitas estruturas defensivas no interior, com os estrategistas japoneses antecipando que a batalha seria ganha ou perdida nas praias. Uma vez que a costa fosse sobrepujada, as posições em terra firme não eram adequadas para uma luta prolongada.

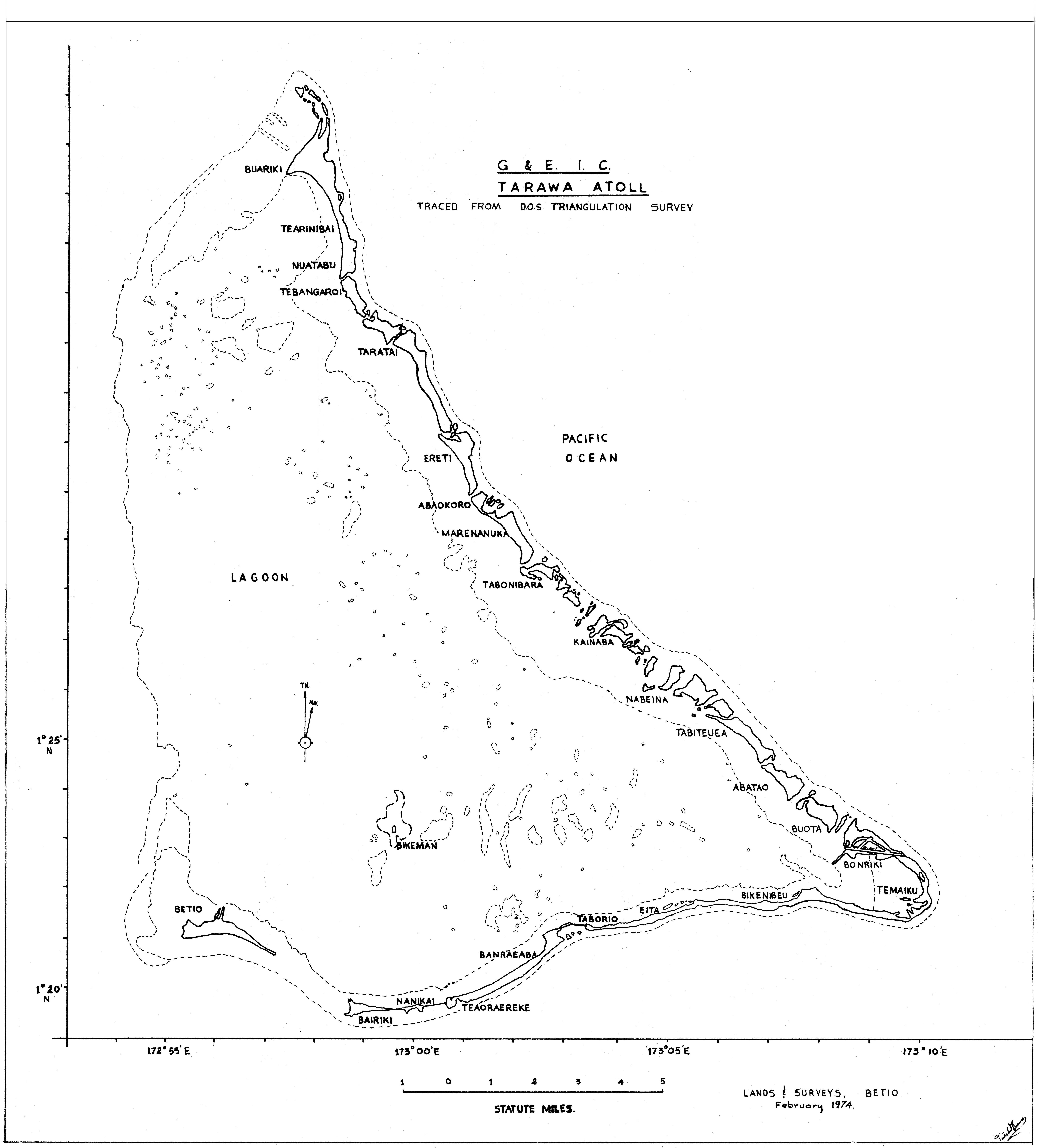
Mapa do Atol de Tarawa

Os japoneses trabalharam por quase um ano fortificando as defesas em Tarawa. Para apoiar estes projetos de construção, foram levados para a ilha cerca de 1 247 novos trabalhadores, junto com 970 homens do batalhão de construção da marinha. Cerca de 1 200 destes homens eram conscritos coreanos. A guarnição principal na ilha era de combatentes da marinha imperial japonesa. A inteligência militar americana afirmou que a unidade Kaigun Rikusentai de especialistas navais japoneses eram homens bem treinados, disciplinados, mais tenazes e tinham melhor liderança que as unidades do exército imperial. Esta tropa em Tarawa tinha uma força total de 1 112 homens. Outra unidade que os auxiliava tinha 1 497 bons combatentes. Sua liderança estava nas mãos do comandante Takeo Sugai. Eles possuíam quatorze tanques Type 95 para as defesas.
Nas defesas costeiras estavam cerca de quatorze canhões pesados, incluindo obus de Vickers de 8 polegadas, comprados dos britânicos durante a Guerra Russo-Japonesa, seguros atrás de pesadas fortificações de concreto. Estas armas deveriam dificultar a aproximação do inimigo nas praias e proteger a entrada da lagoa na região norte. Havia mais de 500 casamatas construídas pelo atol, feitas de toras e areia, muitas delas reforçadas com cimento. Quarenta peças de artilharia foram colocadas em posições estratégicas pela ilha. Uma pequena base aérea foi também construída no centro da ilha. Toda a região era interconectada por trincheiras, permitindo as tropas japonesas se mover entre as suas posições sob cobertura. Como o alto-comando militar acreditava que as defesas costeiras iriam segurar um ataque e proteger a lagoa, foi antecipado que a principal força de invasão dos Estados Unidos viria pelas praias do sul e do oeste. O almirante Keiji Shibazaki, um experiente oficial, substituiu o almirante Tomonari em 20 de julho de 1943 e assumiu o comando da ilha. Ele antecipou que um ataque americano iria acontecer em breve. Shibazaki continuou então com o extenso programa de preparações das defesas. Ele encorajava suas tropas, dizendo que "seria necessário um milhão de homens e cem anos para conquistar Tarawa".

## Batalha

### 20 de novembro

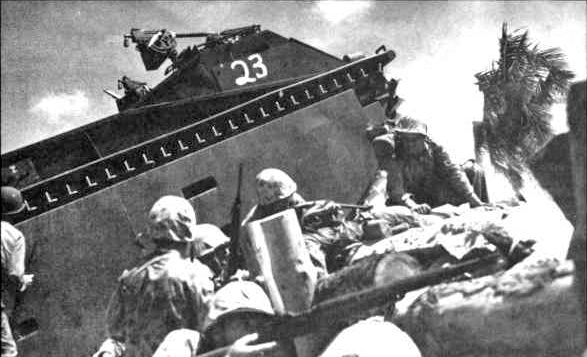
Militares americanos perto de um veículo de desembarque LVT-1 "Alligator"

A tropa americana destacada para a invasão das Ilhas Gilbert foi a maior força reunida para uma operação militar no Pacífico até então, consistindo de dezessete porta-aviões, doze encouraçados, oito cruzadores pesados, quatro cruzadores leves, sessenta e seis contratorpedeiros e trinta e seis navios de transporte. Em termos de forças terrestres, foi reunida a 2ª Divisão de fuzileiros e elementos da 27ª Divisão de infantaria do exército, contabilizando mais de 35 000 tropas.

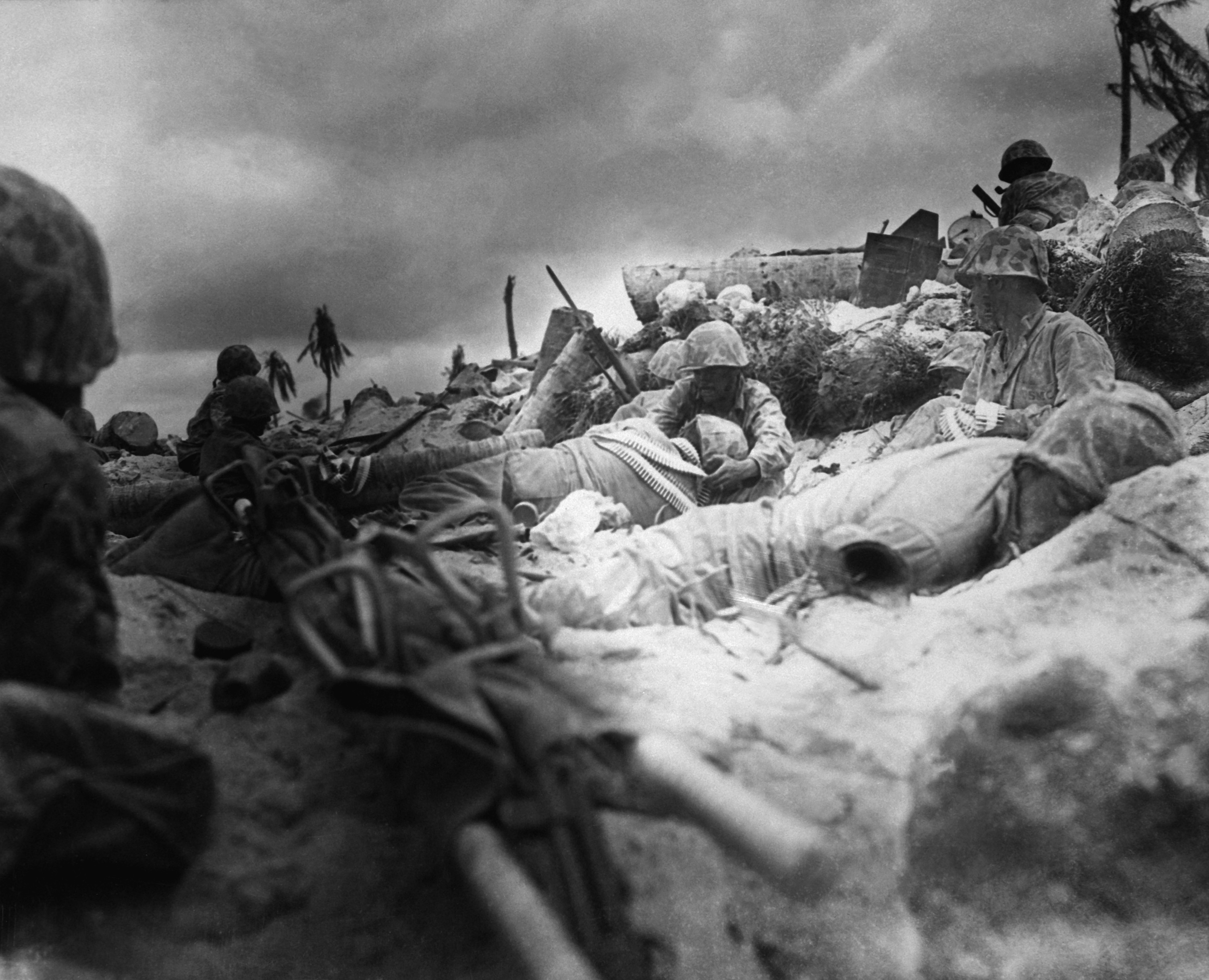
Fuzileiros americanos, na Praia Vermelho 3, se protegendo das metralhadoras japonesas

Conforme a frota naval americana se aproximava de Tarawa, as defesas costeiras da ilha (os canhões de 8 polegadas) abriram fogo. As baterias dos navios de guerra americanos, como dos couraçados USS Colorado e o USS Maryland, revidaram. O bombardeio naval foi preciso. Uma disparo atingiu um estoque de munição japonês, causando uma enorme explosão. Três dos quatro grandes canhões japoneses na costa foram destruídos imediatamente.
Os Estados Unidos continuaram lançando um maciço bombardeio aéreo e naval que durou horas, causando devastação por todo o atol. Enquanto os navios grandes lançavam suas pesadas munições nas fortificações japonesas, aviões e embarcações menores se aproximavam para fornecer apoio aproximado. O plano era desembarcar os fuzileiros americanos nas praias do norte, divididas em três seções: a Praia Vermelho 1 no extremo oeste da ilha, a Praia Vermelho 2 no centro (a oeste do pier) e a Praia Vermelho 3 ao leste do pier. A pequena base aérea do atol, na região leste-oeste, dividia a ilha em norte e sul.
Os estrategistas americanos previam uma subida normal da maré dando uma profundidade na água de 1,52 metros acima dos recifes de coral, permitindo que os barcos de desembarque avançassem sem dificuldades. Contudo a maré não subiu como o previsto. Nas palavras de um dos observadores, "o oceano só permaneceu sentado", deixando um pequeno espaço entre a linha da água e os corais. O comandante americano, contudo, ignorou alertas para repensar seu plano de combate.

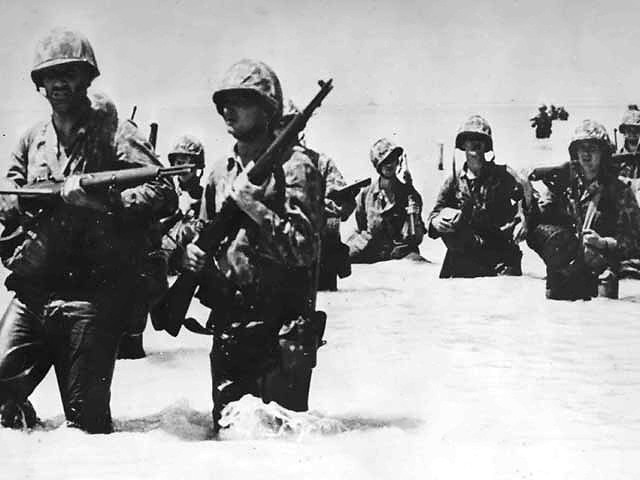
Tropas americanas em Tarawa

As 09h00, a marinha cessou seu bombardeio a ilha e os fuzileiros começaram sua invasão, trinta minutos depois do esperado, mas o avanço foi atrasado devido a maré baixa, fazendo com que vários veículos de desembarque ficassem atolados e expostos a disparos vindos da costa. Apenas os LVT "Alligators" foram capazes de prosseguir. Com a pausa do bombardeio naval, os defensores japoneses saíram de seus esconderijos e abriram fogo contra as forças americanas que se aproximavam. Tropas japonesas nas praias do sul foram para o norte para dar auxílio e substituir aqueles mortos nos bombardeios. Os veículos anfíbios americanos eventualmente superaram os corais e adentraram nas águas rasas, com os japoneses intensificando a resistência. Vários blindados americanos nem conseguiram se aproximar da costa e aqueles que conseguiram acabaram tendo enormes dificuldades em superar os paredões de areia, deixando a infantaria presa na praia. Muitos fuzileiros tiveram de abandonar seus veículos blindados e seguiram até a praia caminhando na água, expostos ao fogo de armas pequenas dos defensores na costa. Estima-se que mais da metade dos veículos anfíbios enviados contra a praia no primeiro dia foram destruídos ou danificados gravemente.
O coronel David Shoup era o oficial mais graduado que desembarcou no primeiro dia nas praias de Tarawa, comandando todos os fuzileiros americanos em terra. Mesmo ferido por uma explosão, Shoup conseguiu liberar um pier de snipers japoneses e reuniu a primeira onda de fuzileiros que estavam encurralados no paredão da costa. Nos próximos dois dias, trabalhando sem descanso e sob constante ataque inimigo, ele comandou seus homens em investidas contra posições japonesas bem defendidas. Por suas ações em combate, ele recebeu a Medalha de Honra.

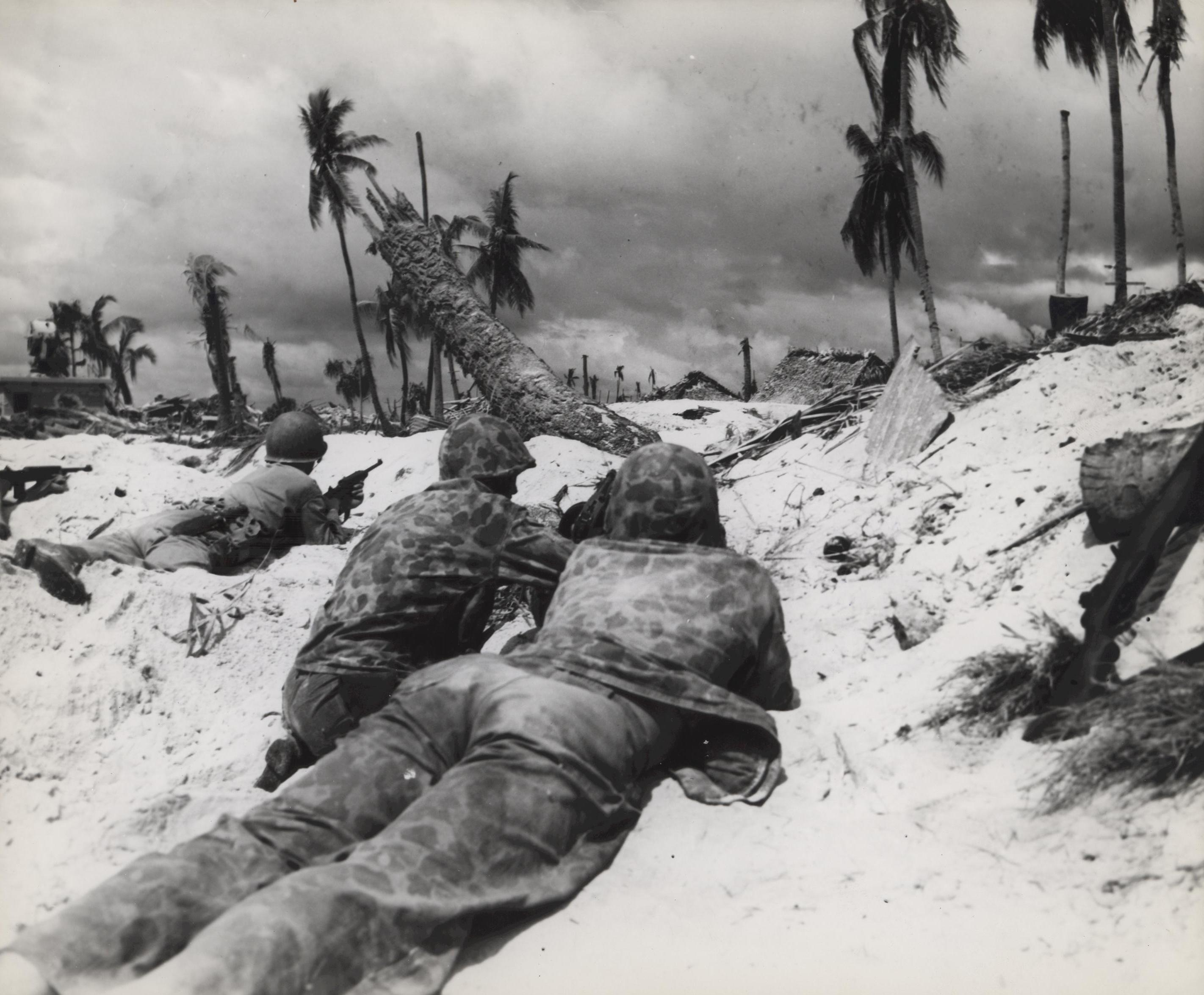
Soldados americanos se protegendo de disparos vindos de uma casamata japonesa

No primeiro dia, as tentativas de desembarcar tanques de guerra para que pudessem dar apoio terrestre fracassou quando os barcos que os transportavam encalharam nos recifes de coral. Muitos veículos foram destruídos ou ficaram incapacitados na entrada da lagoa. Dois tanques M3 Stuart conseguiram desembarcar na praia leste mas foram rapidamente inutilizados por disparos de armas anti-blindados. O comandante do 3º batalhão encontrou vários blindados encalhados nos recifes e ordenou que os transportadores desembarcassem os tanques M4 Sherman e seguissem para a Praia Vermelho 2. Seis Shermans conseguiram atravessar as águas e foram guiados para a costa pelos fuzileiros, mas muitos encalharam em buracos enormes abertos pelos cartuchos disparados pelos navios aliados e afundaram. Ainda assim, alguns Shermans atravessaram as praias e deram importante ajuda às tropas terrestres. Eles ajudaram os fuzileiros encalhados no paredão a avançar 270 metros além das praias. Minas e armadilhas, contudo, inutilizaram vários dos veículos que atravessaram as barreiras. No final daquele dia, o único tanque M4 Sherman que estava em terra firme foi destruído por um disparo de um canhão de 75 mm. Mas um terceiro pelotão de fuzileiros chegou e conseguiu desembarcar quatro tanques na Praia Vermelho 2 e estes foram bem usados.
Após toda uma manhã de lutas intensas, os fuzileiros tomaram as praias e chegaram até as primeiras linhas de defesa japonesas. O número de baixas foi alta, com os bombardeios navais se mostrando não muito eficientes para proteger as tropas que desembarcavam. As 15h30 os combates já eram travados terra a dentro mas ainda se focavam nas linhas costeiras. Com a chegada de tanques na Praia Vermelho 3 e os avanços na Vermelho 2, ao anoitecer, quase metade da ilha de Betio já havia sido tomada, com a luta chegando próxima da pista de pouso local.
Em uma das ofensivas, o major Michael P. Ryan, líder de uma companhia, liderou seus homens remanescentes e de outras pequenas unidades, junto com dois tanques Sherman, e atacou a área de codinome Praia Verde, que era pouco defendida. Este grupo improvisado foi mais tarde chamado de os "Órfãos de Ryan". O major, que havia sido dado como morto, conseguiu chamar por auxílio naval e liderou um ataque contra a ponta mais a oeste da ilha.

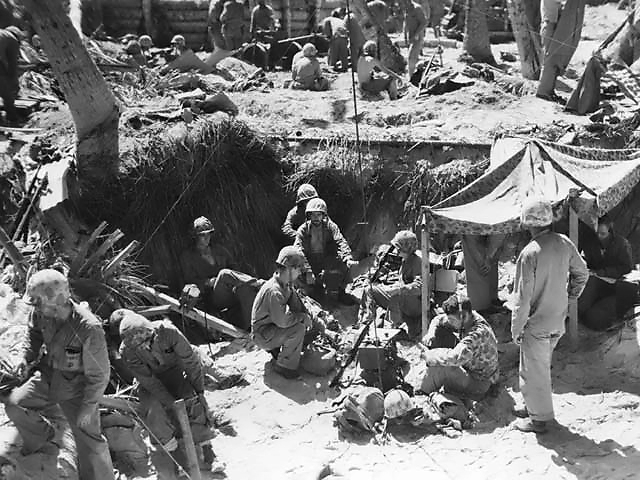
Fuzileiros americanos na Praia Vermelho 2

No anoitecer do primeiro dia, os japoneses continuavam fustigando os americanos com disparos de armas pequenas, mas não contra-atacaram em larga escala. Os avanços conquistados pelos americanos vieram com um preço alto, mas os japoneses também sofreram perdas. Com a destruição das linhas de comunicação, cada unidade militar japonesa estava praticamente isolada. Os fuzileiros americanos trouxeram canhões M116 de 75 mm para as praias, mas as condições da terra e da areia impediram que estes fossem eficientes. Os americanos, muitos ainda encalhados na costa, tiveram de dormir e se reagrupar atrás de seus blindados atolados. Na cobertura da noite, militares japoneses nadaram pela lagoa e tentaram atacar os americanos de surpresa por trás. Ainda assim, como não havia coordenação, nenhuma tentativa de contra-ataque por parte dos japoneses se materializou e os que tentaram se infiltrar nas linhas dos fuzileiros para causar danos acabaram sendo mortos. Assim, ao fim do primeiro dia, 5 000 fuzileiros americanos estavam nas praias e outros 1 500 estavam mortos ou feridos. Apesar do intenso bombardeio naval, os japoneses, em inferioridade em cada quesito, lutaram com altivez além da esperada. Os americanos tinham que travar um intenso combate por cada área a ser tomada.

### 21 de novembro

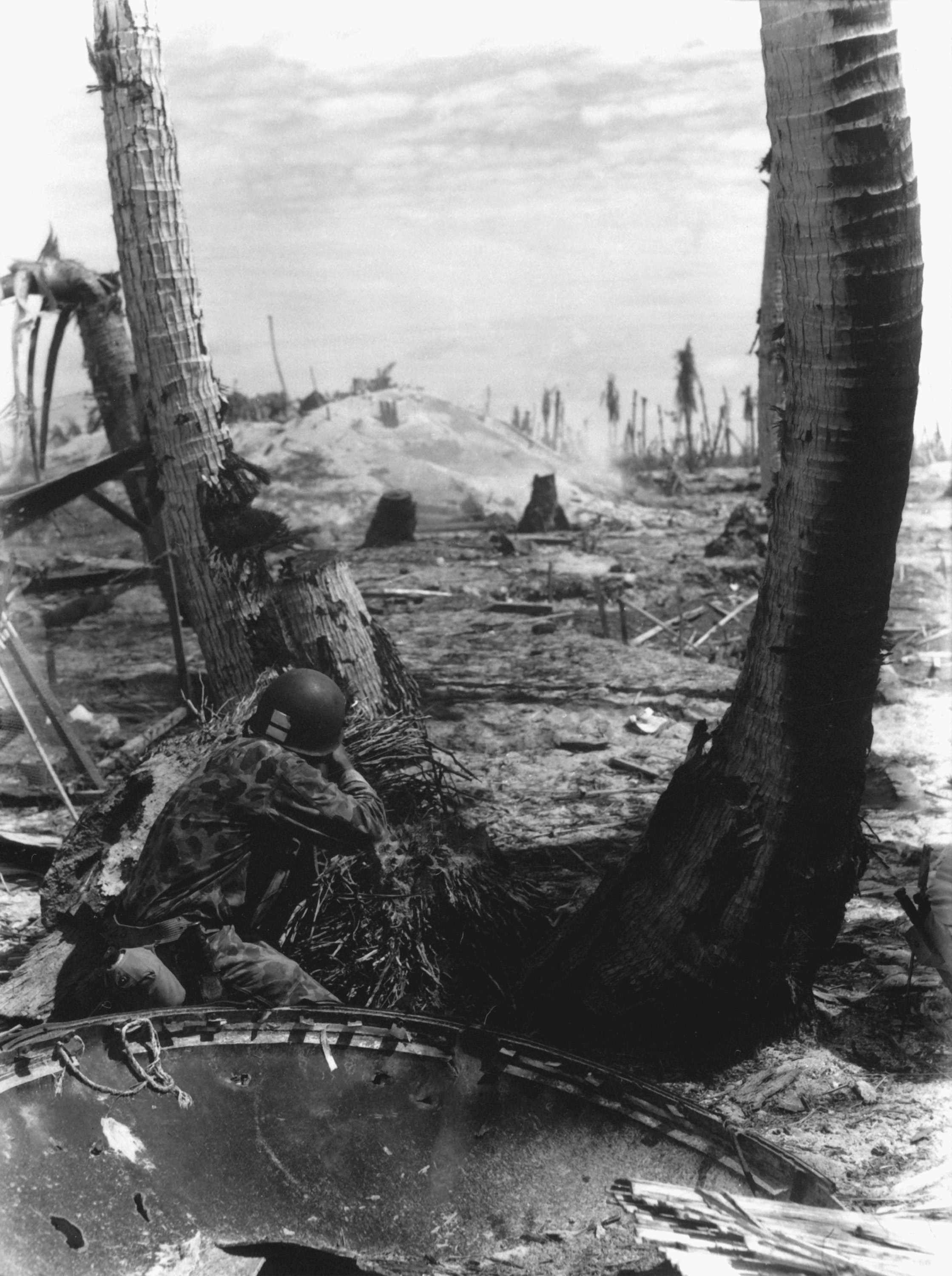
Um fuzileiro americano abrindo fogo contra uma casamata japonesa.

Com os fuzileiros mantendo uma tênue linha, o foco do segundo dia para as forças aliadas nas Praias Vermelho 2 e 3 era avançar costa a dentro e dividir os defensores japoneses em duas linhas, expandindo o bolsão da luta do campo aéreo até as praias do sul. As tropas na Praia Vermelho 1 foram enviadas para tomar a Praia Verde para garantir o desembarque de reforços.
Os esforços dos fuzileiros para tomar Praia Verde foram inicialmente lentos, com os japoneses esboçando feroz resistência. A marinha foi chamada para bombardear as posições japonesas, destruindo suas casamatas e ninhos de metralhadora que barravam o caminho. Avançando seu caminho, os especialistas americanos em terra chamavam e coordenavam, via rádio, os bombardeios navais em cima das posições inimigas. Com estes obstáculos superados, os fuzileiros sobrepujaram as defesas japonesas e em uma hora já haviam assumido o controle daquela área, sofrendo baixas relativamente pequenas.
Já as operações nas Praias Vermelho 2 e 3 foram extremamente complicadas. Durante a noite, os defensores japoneses reforçaram suas posições, com novos ninhos de metralhadora nas duas áreas e quando os americanos avançaram estes acabaram se vendo sob fogo pesado de múltiplas posições e as duas praias acabaram sendo isoladas. A meio-dia, as tropas americanas conseguiram avançar lentamente, sob cobertura de artilharia naval e com suas próprias metralhadoras, destruindo as posições inimigas. No anoitecer, o aeroporto de Tarawa já havia sido tomado e as posições japonesas no lado sul foram abandonadas por seus defensores.
Por volta de 12h30 notícias chegaram de que as tropas japonesas estariam batendo em retirada do leste de Betio para a ilhota de Bairiki. Elementos do 6º Regimento de fuzileiros americanos foram então enviados para a região para cortar a retirada japonesa. Os desembarques, que contavam com tanques e peças de artilharia, aconteceram as 16h55. Eles foram recebidos com tiros de metralhadora e então aviões da marinha americana foram enviados para bombardear as posições inimigas. A resistência japonesa foi então quebrada e depois foi descoberto que a defesa inimiga era composta de uma única casamata com doze metralhadoras. Mais tarde, tropas do 6º Regimento de fuzileiros avançaram pela Praia Verde sem muitas dificuldades.
No final do segundo dia, toda a parte oeste de Betio estava sob controle de tropas americanas, assim como boa parte das Praias Vermelho 2 e 3, ao redor do campo aéreo. Outras ilhotas do Atol de Tarawa também haviam sido tomadas.

### 22 de novembro
O terceiro dia de batalhas viu como foco das operações as tentativas de ambos os lados em consolidar suas posições, principalmente nas linhas defensivas ao redor das Praias Vermelho 1 e 2, em uma posição mais avançada a leste do cais, com os americanos movendo mais tanques, tropas e equipamentos para Tarawa através da Praia Verde. Durante a manhã, as tropas americanas na Praia Vermelho 1 fizeram progressos enquanto avançavam em direção a Vermelho 2, mas sofreram muitas baixas. Enquanto isso, o 6º Regimento de fuzileiros seguiu da Praia Verde para o Sul, em direção a Vermelho 1.

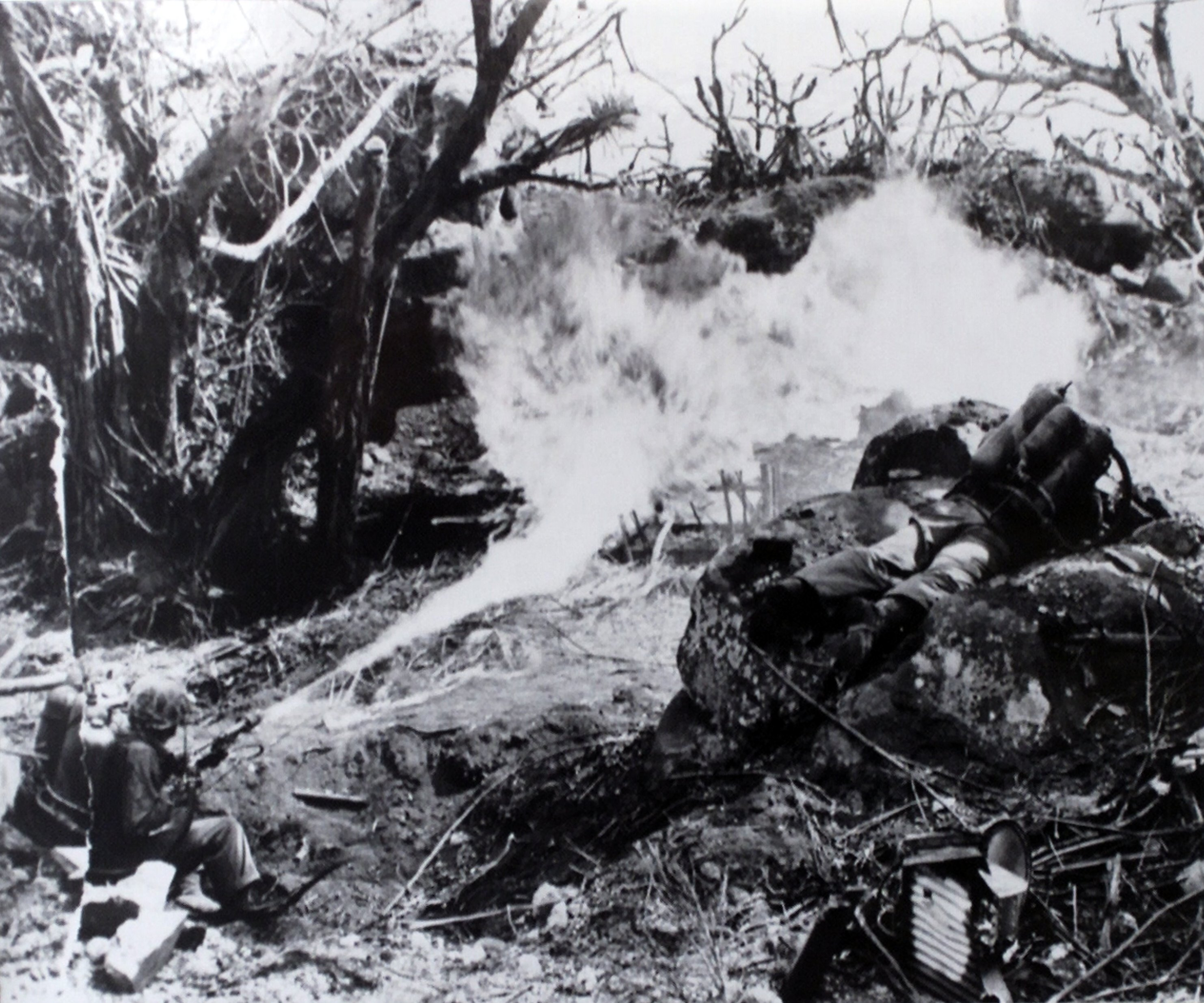
Dois fuzileiros americanos com seus lança-chamas incinerando posições japonesas em Tarawa.

Durante a tarde, o 1º Batalhão do 6º Regimento de fuzileiros dos Estados Unidos se reorganizaram e partiram para a ofensiva. Logo cedo, eles já estavam pressionando os defensores japoneses na costa sul. Ao fim da tarde, eles já haviam chegado na ponta leste do campo aéreo e formaram uma linha de defesa que se unia até as tropas que estavam na Praia Vermelho 3.
As linhas de comunicação japonesas eram rasas e foram destruídas pelos bombardeios navais, impedindo que o comandante Keiji Shibazaki conseguisse ter controle direto sob todas as suas tropas. Ao entardecer, Shibazaki abandonou seu quartel-general na ponta oeste da base aérea, sendo agora utilizado como local para atender os feridos e se preparou para se mover para o sul da ilha. Ele então ordenou que dois tanques Type 95 se posicionassem para proteger sua movimentação, mas disparos de artilharia atingiram sua equipe enquanto estavam fora da proteção do QG de concreto, matando boa parte do gabinete de liderança militar da ilha (incluindo o próprio Shibazaki). Esta perda complicou ainda mais a situação de comando dos japoneses.
Ao anoitecer, as forças japonesas remanescentes já haviam sido empurradas para pequenos bolsões de resistência que ainda estavam de pé a leste do campo aéreo em Betio ou entre as Praias Vermelho 1 e 2, no norte.
As 19:30h os japoneses organizaram um contra-ataque. Unidades pequenas foram enviadas para cruzar as linhas americanas e abrir caminho para a ofensiva. Contudo, enquanto se preparavam, os japoneses foram alvejados por disparos intensos de artilharia e acabaram sendo dispersados, com o contra-ataque nunca acontecendo. Em outra situação, tropas japonesas lançaram um grande ataque banzai, as 03h00 da madrugada, e viram, de início, algum sucesso, infligindo cerca de 173 baixas aos americanos, incluindo 45 mortos. Mas, com apoio naval vindo dos contratorpedeiros USS Schroeder e USS Sigsbee, os fuzileiros conseguiram repelir os agressores, matando 325 destes.

### 23 de novembro
As 05h10, um dos dezessete porta-aviões americanos, o USS Liscome Bay, foi torpedeado por um submarino japonês, que terminou na morte de 687 tripulantes. Contudo, naquela altura, sua perda não significou qualquer mudança no decorrer da batalha. Ainda assim, os mortos no Liscome Bay significaram cerca de 30% das perdas em vidas americanas atribuídas a luta em Tarawa.
As 04h00 os japoneses lançaram um ataque frontal contra o 1º Batalhão do 6º Regimento de fuzileiros americanos. Cerca de 300 soldados japoneses participaram deste ataque banzai, que atingiu principalmente a área das companhias A e B. Recebendo apoio de canhões de 75mm do 10º Regimento e também dos contratorpedeiros USS Schroeder (DD-501) e USS Sigsbee (DD-502), os fuzileiros conseguiram repelir o avanço japonês. O ataque durou cerca de uma hora e terminou com 200 japoneses mortos diante das linhas americanas e outros 125 que morreram na retaguarda devido aos bombardeios. As 07h00, aviões da marinha lançaram um maciço bombardeio contra posições dos japoneses no leste da ilha. Meia hora depois, a artilharia em terra se juntou ao ataque. As 08h00, fuzileiros do 3º Batalhão (do 6º Regimento), sob comando do tenente-coronel McLeod, atacaram as principais posições japonesas remanescentes. Naquela mesma região, na noite anterior, os americanos tinham sofrido 173 baixas (sendo 45 mortos e 128 feridos) em batalha. Devido a natureza achatada da ilha, as companhias I e L, do 3º batalhão, formaram toda a linha de frente dos fuzileiros, com a companhia K na reserva. Os americanos fizeram progressos rápidos em cima dos últimos defensores japoneses no extremo leste de Betio, usando seus números e, acima de tudo, poder de fogo muito superior.
As duas companhias (I e L) do 3º batalhão de fuzileiros americanos avançaram 320 metros antes de começarem a enfrentar séria resistência quando se depararam com um bunker. O tenente-coronel McLeod ordenou que a companhia L continuasse a avançar, ignorando a fortificação japonesa. Enquanto isso, a companhia I enfraqueceu a posição inimiga com ajuda de um tanque de guerra, junto com uma equipe de demolição e homens com lança-chamas. Os soldados japoneses remanescentes na área decidiram abandonar suas posições e foram alvejados pelos americanos, terminando na morte de quase todos. Enquanto isso, fuzileiros de dois batalhões diferentes lançaram operações por todo o Atol de Tarawa, limpando as últimas posições defensivas do inimigo, usando granadas e lança-chamas para desentocar os japoneses. Os últimos bolsões de resistência significativos das forças japonesas não caíram sem que uma luta intensa acontecesse, com os japoneses lutando obstinada e fanaticamente até o fim.
Os americanos continuaram prosseguindo do leste (Praia Vermelho 2) para o oeste (Praia Vermelho 1). O major Hewitt Adams liderou um pelotão de infantaria, apoiados por dois grupos de artilharia, e foram da lagoa até as posições finais japonesas, para completar o cerco. Ao entardecer, a situação dos japoneses já estava muito precária. Na ponta leste da ilha, os americanos prosseguiam em seus avanços, ignorando bolsões de resistência, deixando-os para as companhias de tanques, engenheiros ou para os aviões. As 13h00, as forças americanas já estavam na ponta mais leste de Betio. O 3º batalhão de fuzileiros matou mais de 475 japoneses no amanhecer do quarto dia de luta, sofrendo apenas 9 mortos e 25 feridos dentre suas linhas. Nos bolsões das Praias Vermelho 1 e 2, não houve confirmação oficial do número de mortos, mas estima-se que dos 1 000 soldados japoneses vivos no dia anterior, menos de 100 sobravam na ilha toda. As 13h30, o comando militar dos Estados Unidos declarou Tarawa segura.

## Consequências

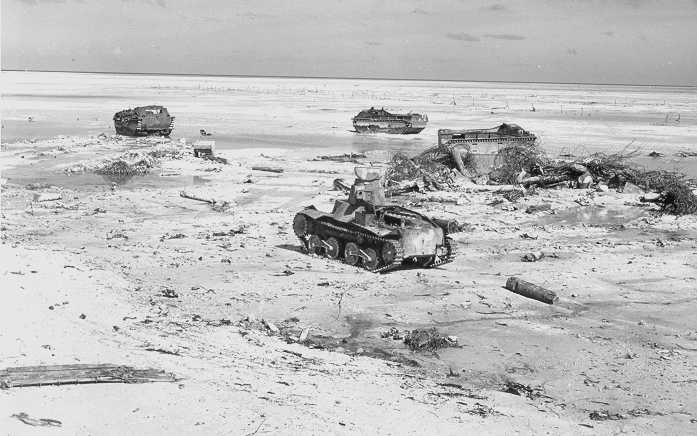
Carcaças de blindados americanos LVTs e um tanque japonês Type 95 abandonados numa praia de Tarawa

Nos dias seguintes a conquista de Betio e das outras principais ilhas de Tarawa, o 2º Batalhão do 6º Regimento de fuzileiros americanos se moveu para tomar as ilhotas espelhadas na região do atol para limpa-las de vez da presença militar japonesa, com tudo isso se completando a 28 de novembro. A 2ª Divisão de fuzileiros começou a ser retirada logo depois, terminando no começo de 1944.

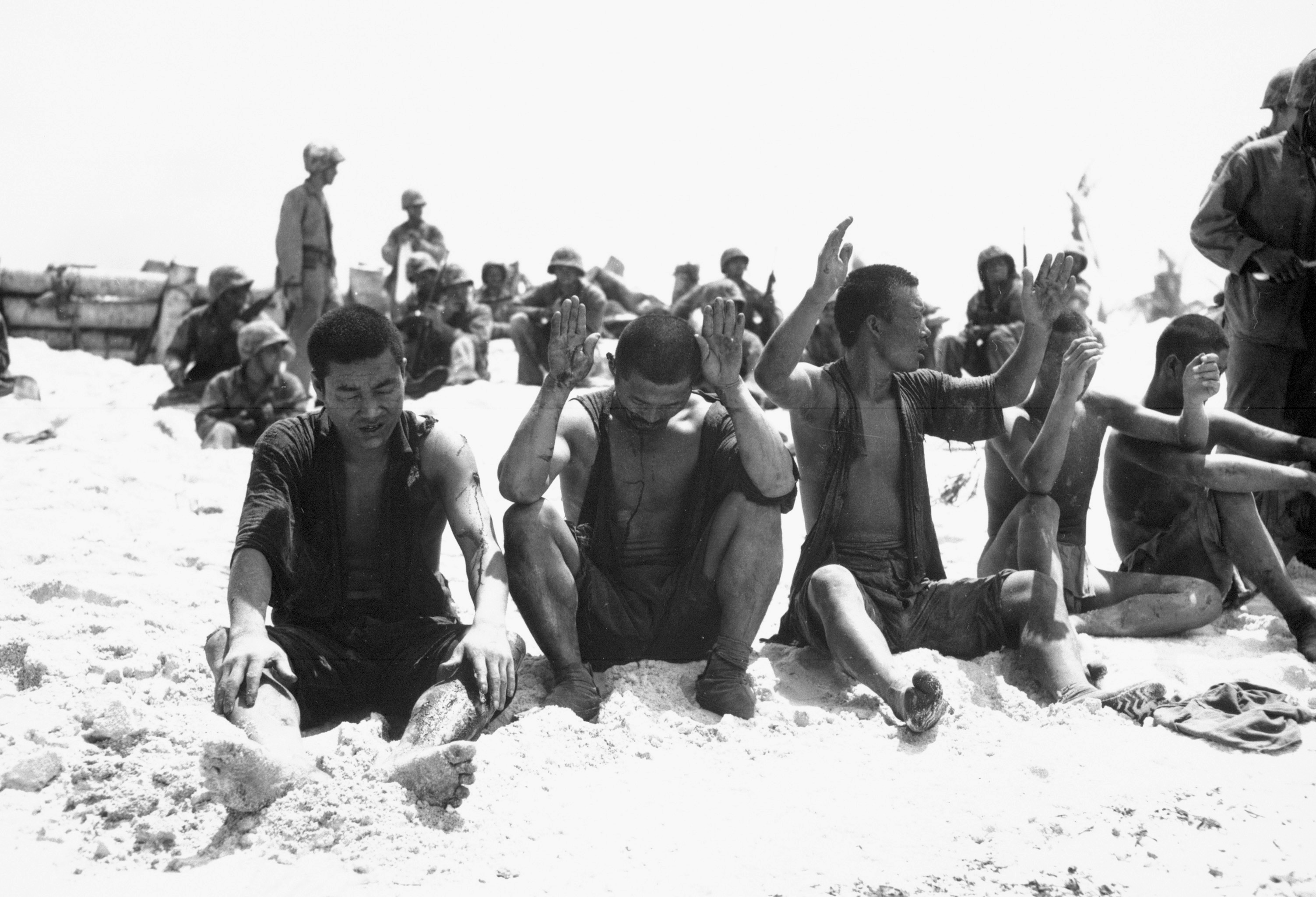
Prisioneiros de guerra japoneses

Dos 3 636 militares japoneses estacionados em Tarawa, apenas um oficial e dezesseis recrutas se renderam. Dos 1 200 trabalhadores coreanos levados a ilha, apenas 129 sobreviveram. No total, foi documentado que 4 690 defensores da ilha pereceram. A 2ª Divisão de fuzileiros americanos tiveram 894 militares mortos em combate, incluindo 48 oficiais e 846 homens alistados, enquanto 84 destes eram feridos que morreram em períodos posteriores devido a complicações de tais ferimentos. Destes, 8 eram oficiais e 76 eram recrutas. Estima-se que pelo menos 2 188 americanos foram feridos em batalha, incluindo 102 oficiais e 2 086 soldados rasos. No total, de uma força de 12 000 homens da 2ª Divisão de fuzileiros que lutou em Tarawa, 3 166 combatentes foram mortos ou feridos. Havia muita dificuldade para tratar os feridos enquanto os combates ainda estava acontecendo.
As grandes perdas em vidas humanas acontecidas em Tarawa levaram a protestos por parte da população nos Estados Unidos, com a opinião pública questionando a necessidade de tantos mortos por uma ilha tão pequena e aparentemente fraca, estrategicamente falando. A situação com o povo americano piorou após o general Holland M. Smith, comandante do V Corpo Anfíbio dos Fuzileiros, comentar, após ele visitar as ilhas, que o número de mortos em Tarawa era similar as vistas durante o ataque de Pickett na Batalha de Gettysburg (1863).

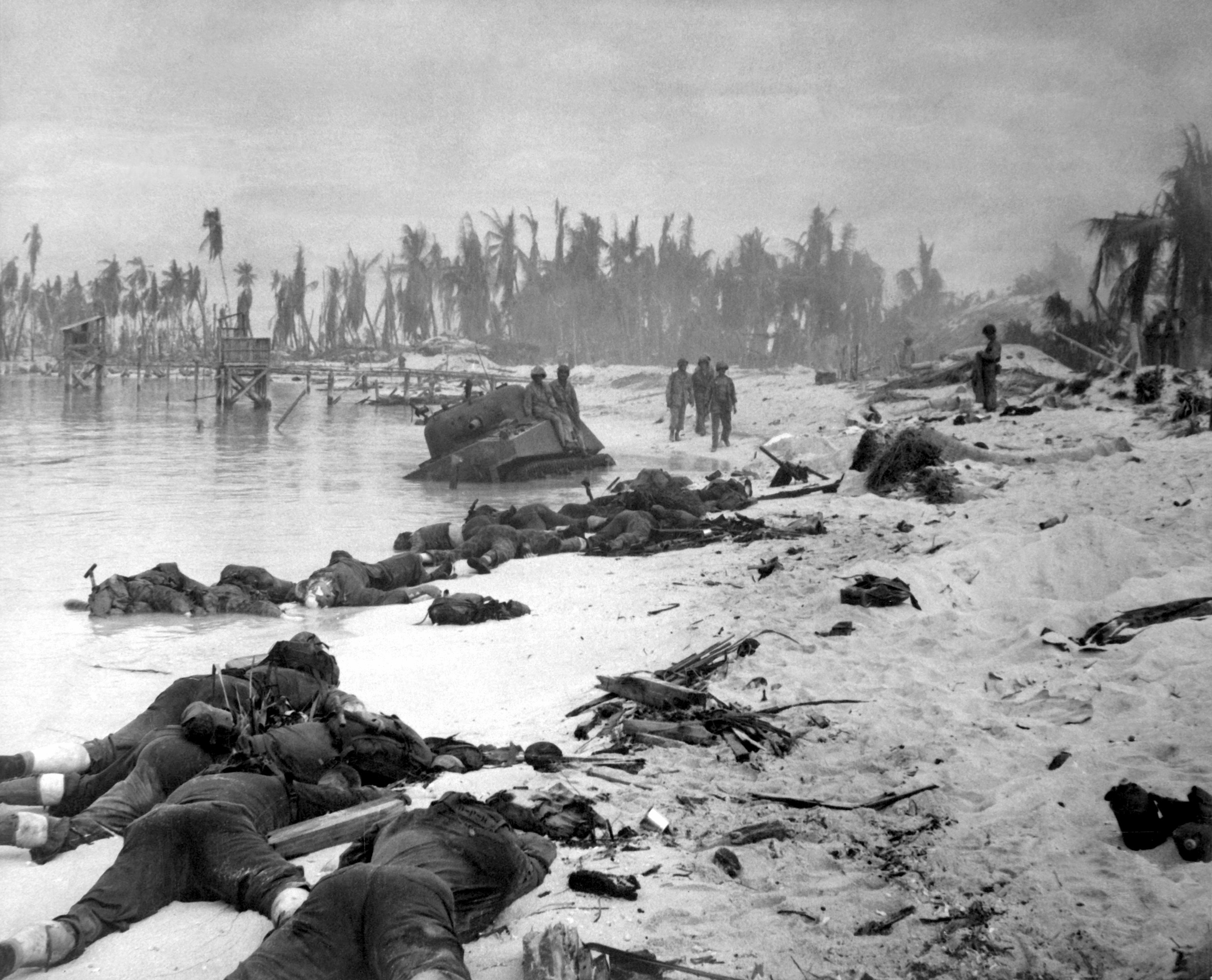
Vista de uma praia de Tarawa. Centenas de corpos de soldados e veículos americanos podem ser vistos

Em Washington, D.C., o novo comandante do corpo de fuzileiros dos Estados Unidos, o general Alexander Vandegrift, um veterano condecorado e respeitado da campanha de Guadalcanal, afirmou para o Congresso que Tarawa "foi uma batalha de um assalto só durante toda sua duração". Um artigo editorial do The New York Times, publicado em 27 de dezembro de 1943, enalteceu os Marines americanos por superarem as defesas ásperas de Tarawa e sua fanática guarnição, e alertou que futuras batalhas nas Ilhas Marshalls poderiam ter resultados igualmente sangrentos. "Nós nos armamos e agora é hora de pagar o preço", estava escrito na matéria.
Após a guerra, o general Holland Smith, que era crítico da estratégia da Marinha, comentou:

"Tarawa valeu a pena? A minha resposta é inqualificável: não. Desde o começo, a decisão do Estado-maior das forças armadas de tomar Tarawa foi um erro e deste erro foi surgindo uma séria drama de novos erros; erros de omissão ao invés de comissão, resultando em perdas desnecessárias."

Alguns comandantes envolvidos na batalha, como os almirantes Nimitz e Raymond Spruance, o tenente-general Julian C. Smith e o tenente-coronel David Shoup, discordam do posicionamento do general Smith. Nimitz afirmou:

"A conquista de Tarawa derrubou a porta da frente para as defesas japonesas no centro do Pacífico."

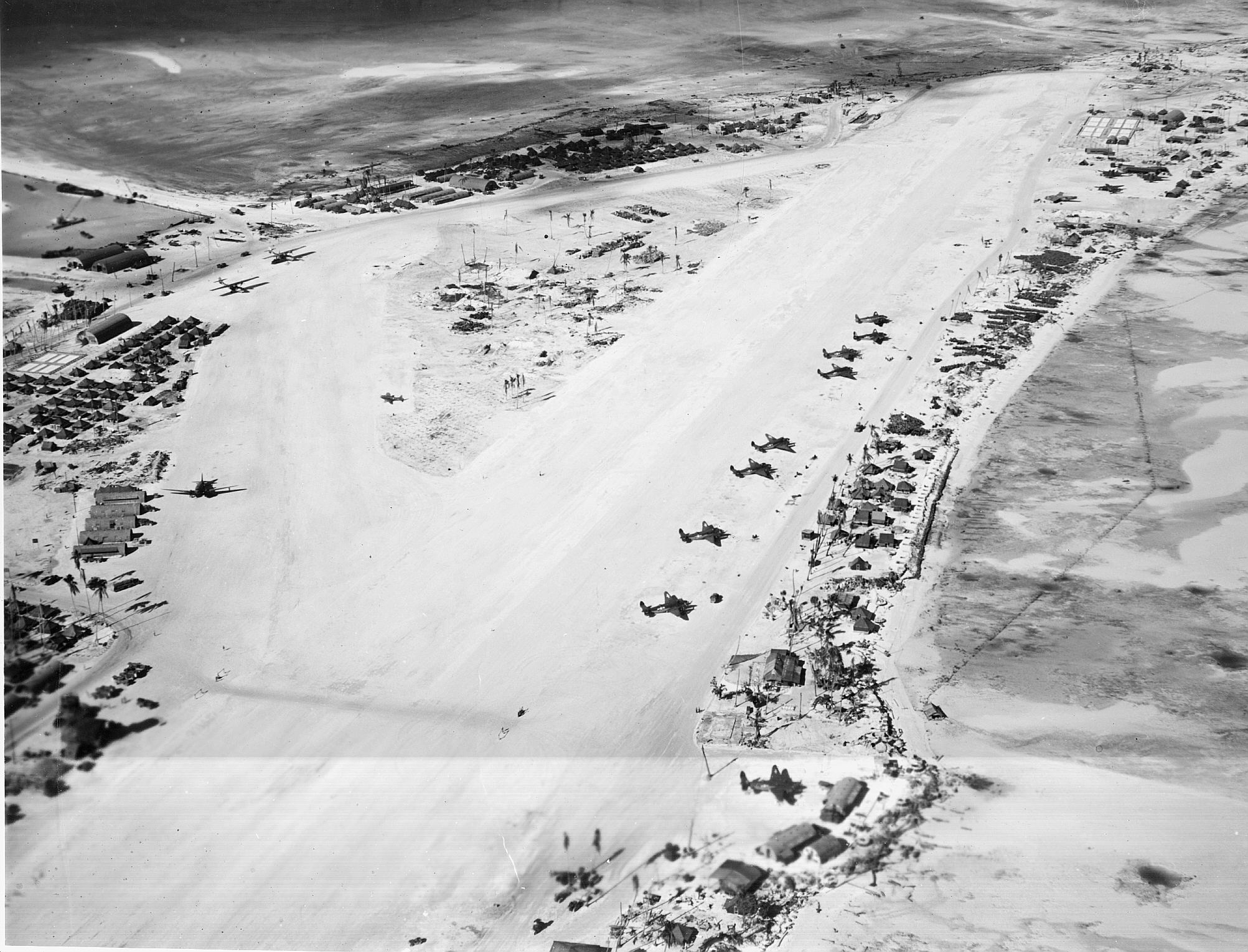
Aeronaves no Campo aéreo de Hawkins na ilha de Betio (atol de Tarawa), em março de 1944

Nimitz lançou a campanha nas Ilhas Marshall cerca de dez semanas após a conquista de Tarawa. Aeronaves que voavam do aeroporto de Betio e Apamama deram apoio importante para as ofensivas na região, mas talvez a principal lição que a batalha deu foi ela própria, dando experiência aos soldados e aos comandantes.
As perdas sofridas em Tarawa foram resultados de vários fatores, incluindo o erro de cálculo a respeito da maré e da altura das obstruções do recife de coral. Também havia as dificuldades operacionais dos veículos, a falha dos bombardeios navais em enfraquecer as defesas costeiras e os inimigos entrincheirados, e a dificuldade de coordenar as ações de todas as unidades envolvidas com a invasão. Esta foi a primeira vez na guerra que um desembarque anfíbio enfrentou resistência de defensores bem entrincheirados e determinados. Desembarques anteriores, como os de Guadalcanal, foram relativamente pacíficos, com pouca resistência inicial. Nesta altura, Tarawa era o atol mais bem defendido que os Aliados já enfrentaram no Pacífico.
No geral, cerca de 6 400 japoneses, coreanos e americanos morreram na pequena ilha durante as 76 horas de luta. Após a batalha, os cadáveres dos militares americanos que pereceram estavam espalhados pelas praias de Tarawa ou flutuando na água. O sargento Norman T. Hatch e outro cinegrafista dos fuzileiros gravaram várias horas das cenas de batalha. Destas imagens foi tirado o documentário With the Marines at Tarawa que mostra cenas de americanos mortos, o que causou controvérsia, mas o presidente Franklin Delano Roosevelt permitiu que as imagens fossem vistas pelo público. Este documentário, mostrando a dura realidade enfrentada pelos militares americanos, causou simpatia pelo esforço de guerra entre a população.
Após a batalha, a 2ª Divisão de fuzileiros americanos foi enviada para o Havaí para descansar. Eles foram substituídos por homens do 6º Regimento, que deveriam proteger os Seabees e limpar a ilha de armadilhas, além de ajudar a identificar os corpos dos mortos e auxiliar os feridos. A 2ª Divisão permaneceu no Havaí por seis meses, recebendo mais treinamento e novos recrutas, até que foram chamados de volta a ação na Batalha de Saipan, nas ilhas Marianas, em meados de 1944. As lições aprendidas em Tarawa seriam aplicadas em futuros desembarques anfíbios por parte dos Estados Unidos na região central do Pacífico. O correspondente de guerra Robert Sherrod escreveu:

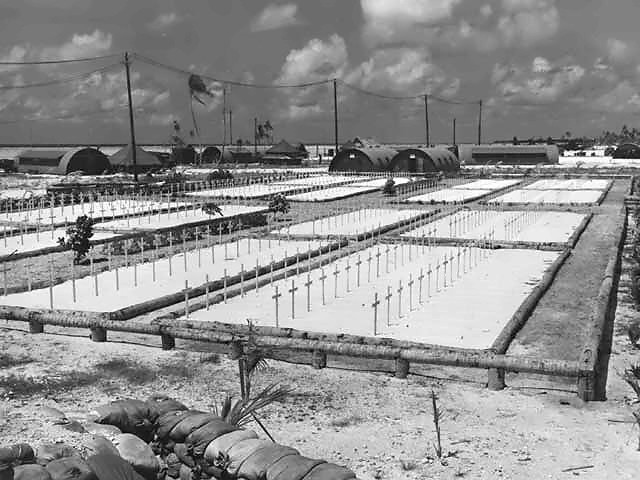
O cemitério de Tarawa

"Na semana passada, entre 2 000 e 3 000 fuzileiros dos Estados Unidos, a maioria deles mortos ou feridos, deram a sua nação um nome para ficar páreo a páreo com Concord Bridge, o Bonhomme Richard, o Alamo, Little Bighorn e Belleau Wood. O nome era Tarawa."— Robert Sherrod, 'Report On Tarawa: Marines' Show', correspondente de guerra da revista Time, 6 de dezembro de 1943

## Legado
Mais de cem militares americanos nunca tiveram seus corpos repatriados. Em novembro de 2013, os restos mortais de um americano e quatro japoneses foram encontrados em um sítio incrivelmente preservado com as ossadas nas mesmas posições onde haviam tombado em batalha.
Os restos mortais de 36 fuzileiros americanos, incluindo o tenente Alexander Bonnyman, Jr. (ganhador póstumo da Medalha de Honra), foram enterrados em um cemitério no campo de batalha que se perdeu ao fim da guerra. O cemitério foi localizado em março de 2015. Em 26 de julho do mesmo ano, os corpos foram repatriados para os Estados Unidos, chegando em Pearl Harbor em Honolulu, Havaí.
As falhas nos desembarques em Tarawa foram um grande fator para a criação do Underwater Demolition Teams (UDT, ou "Times de Demolição Subaquático"), o grupo precursor dos Navy SEALs. Também, as grandes perdas, causadas por uma resistência desesperada dos japoneses e pela dificuldade de coordenação das operações anfíbias combinadas na ilha, serviriam de grande lição e experiência aos americanos, que seriam utilizadas mais tarde no desembarque em outros atóis do Pacífico e principalmente, dois anos depois, nos planejamentos para a invasão de Iwo Jima.

## Galeria

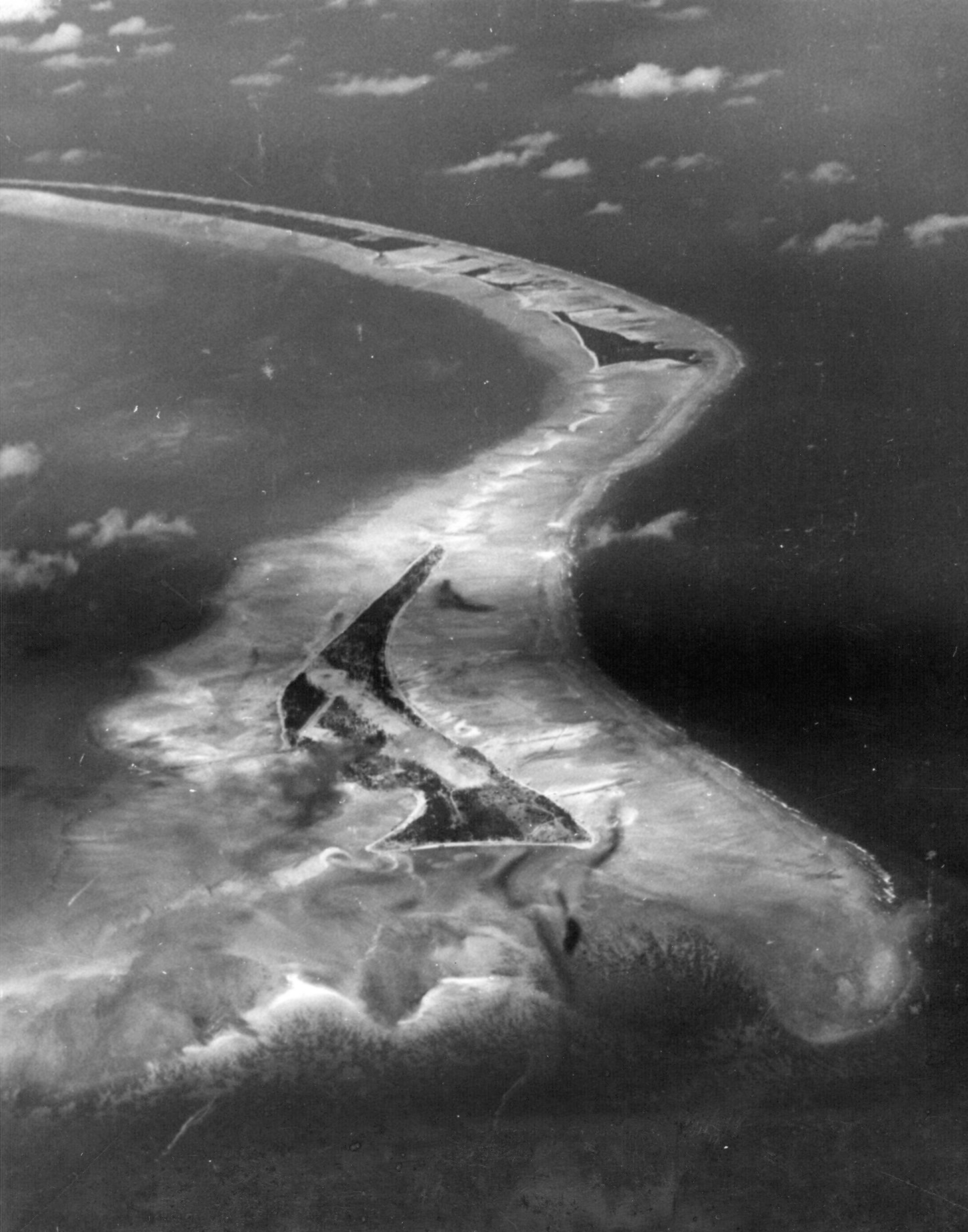
Vista aérea da ilha de Betio, no atol de Tarawa, antes da invasão americana. A foto foi tirada por um avião de reconhecimento em 18 de setembro de 1943.
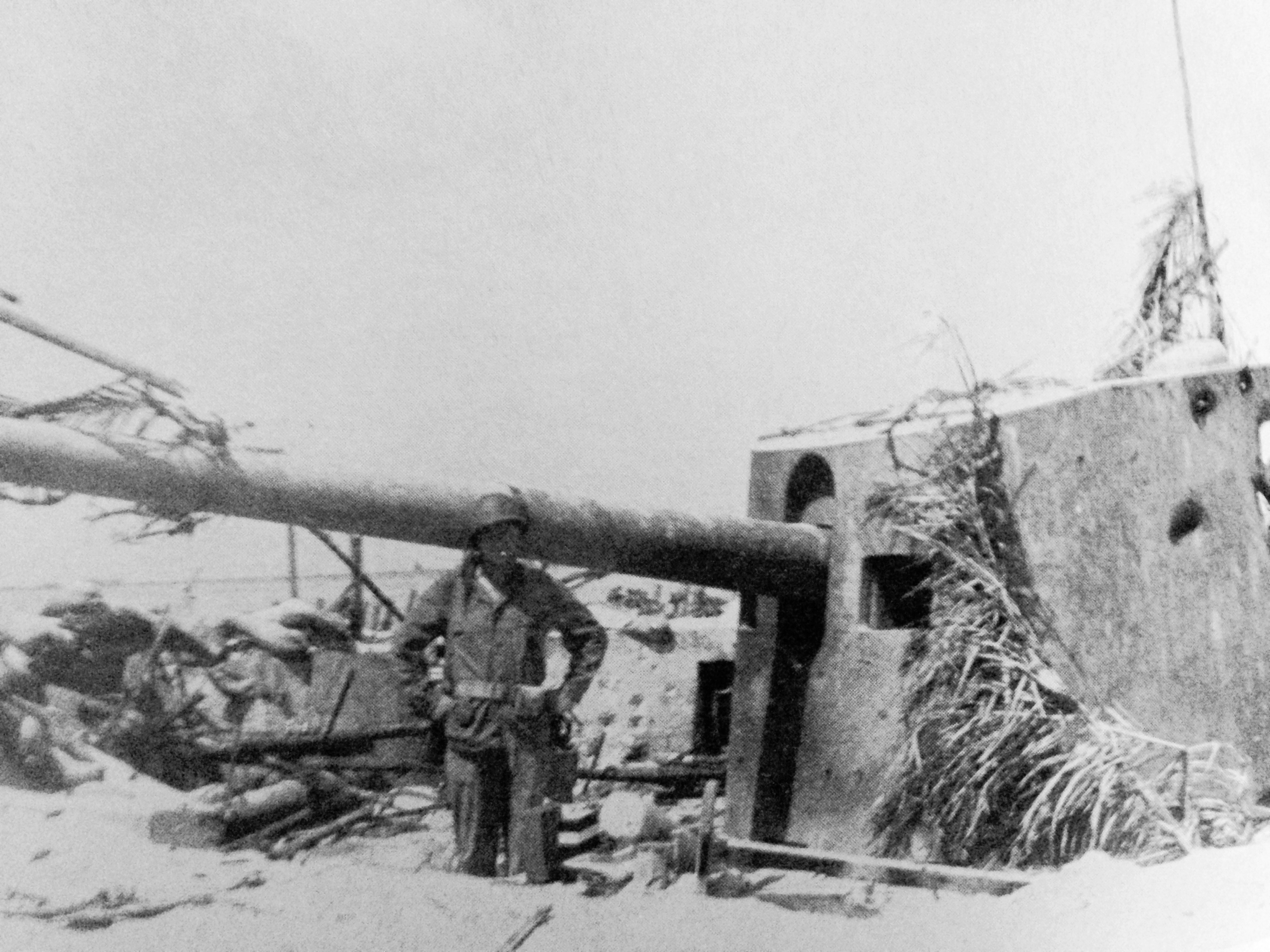
Um militar americano em frente a um canhão japonês. Os japoneses tinham quatro destas armas em Tarawa. Nota-se buracos de tiro na arma resultados do combate.
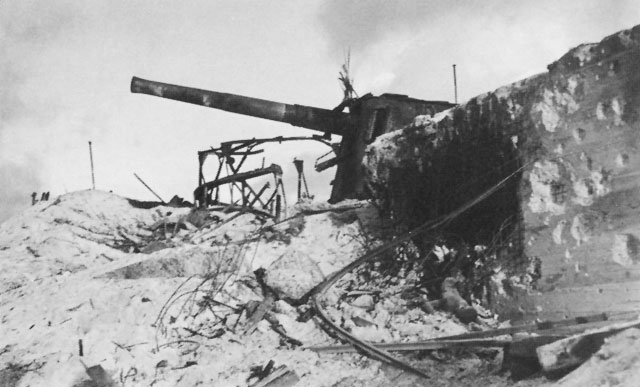
Uma fortificação japonesa destruída na ilha de Betio. O canhão na imagem é um Vicker, de fabricação britânica. Os japoneses receberam estas armas dos ingleses durante a Guerra Russo-Japonesa.
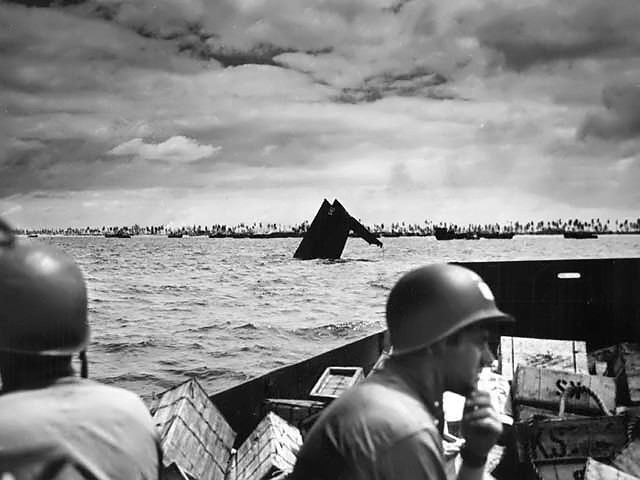
Homens da Guarda Costeira dos Estados Unidos se preparando para entregar suprimentos em Tarawa. Na imagem, ao fundo, um veículo anfíbio americano afundando.
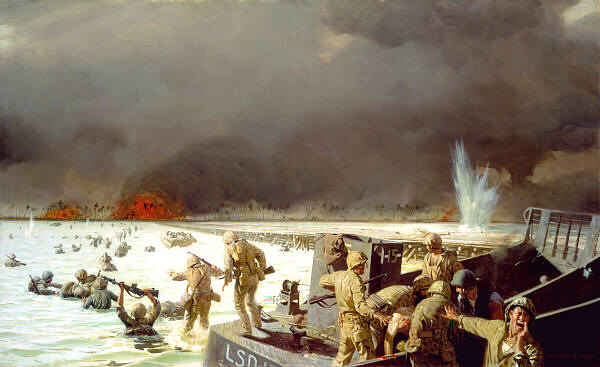
Uma pintura do ataque a Tarawa, pintado pelo sargento Tom Lovell.
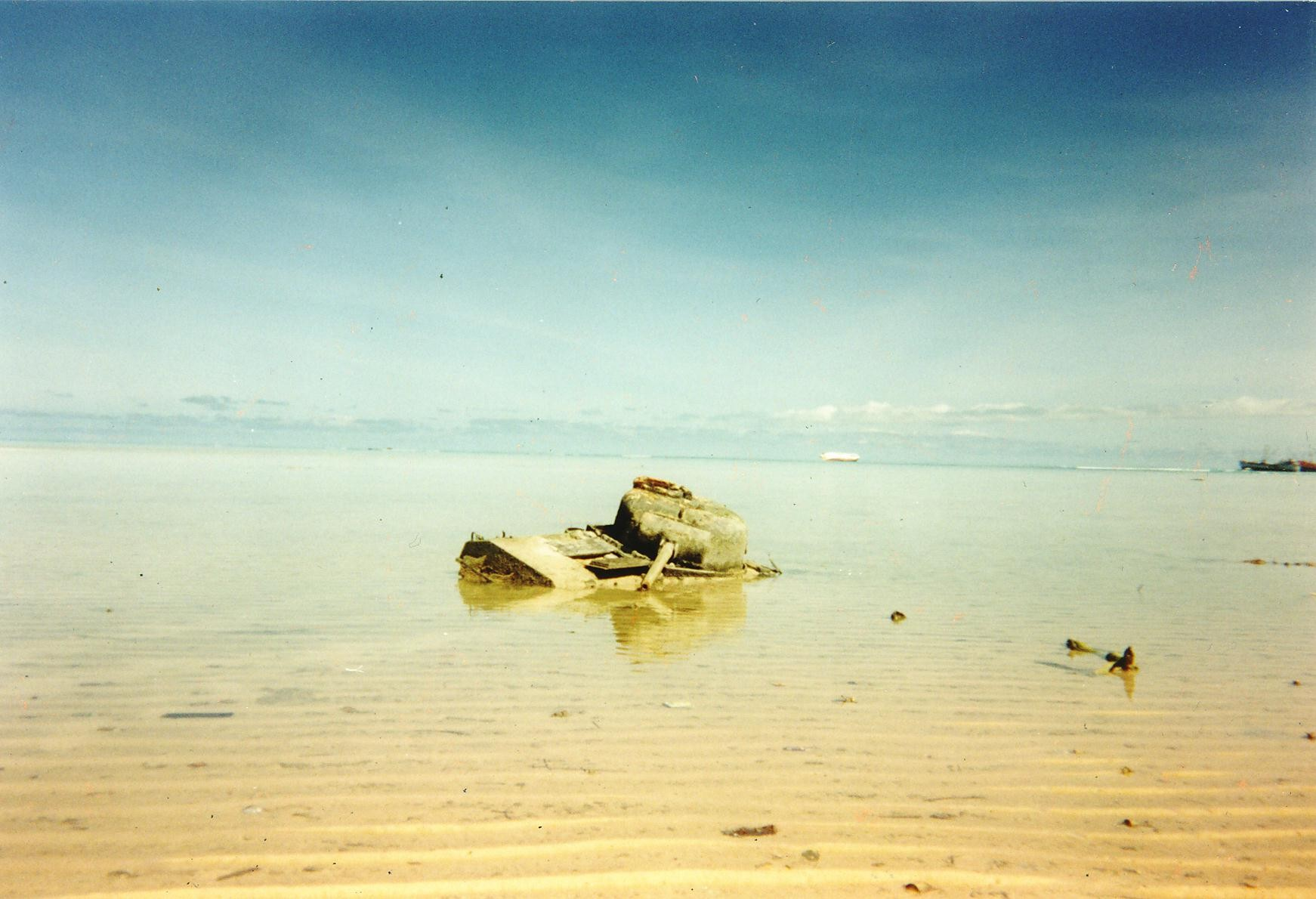
Os restos de um tanque americano M4 Sherman em uma lagoa em Tarawa.
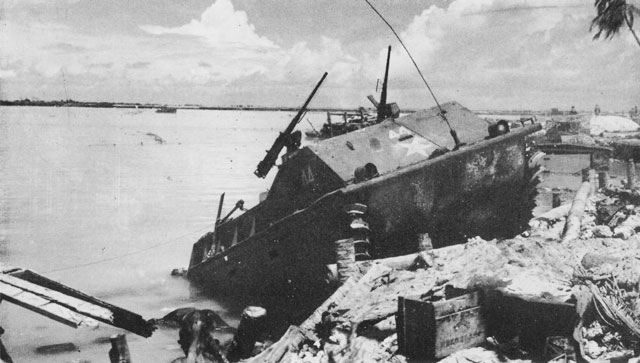
Um veículo de transporte militar estadunidense encalhado numa praia.
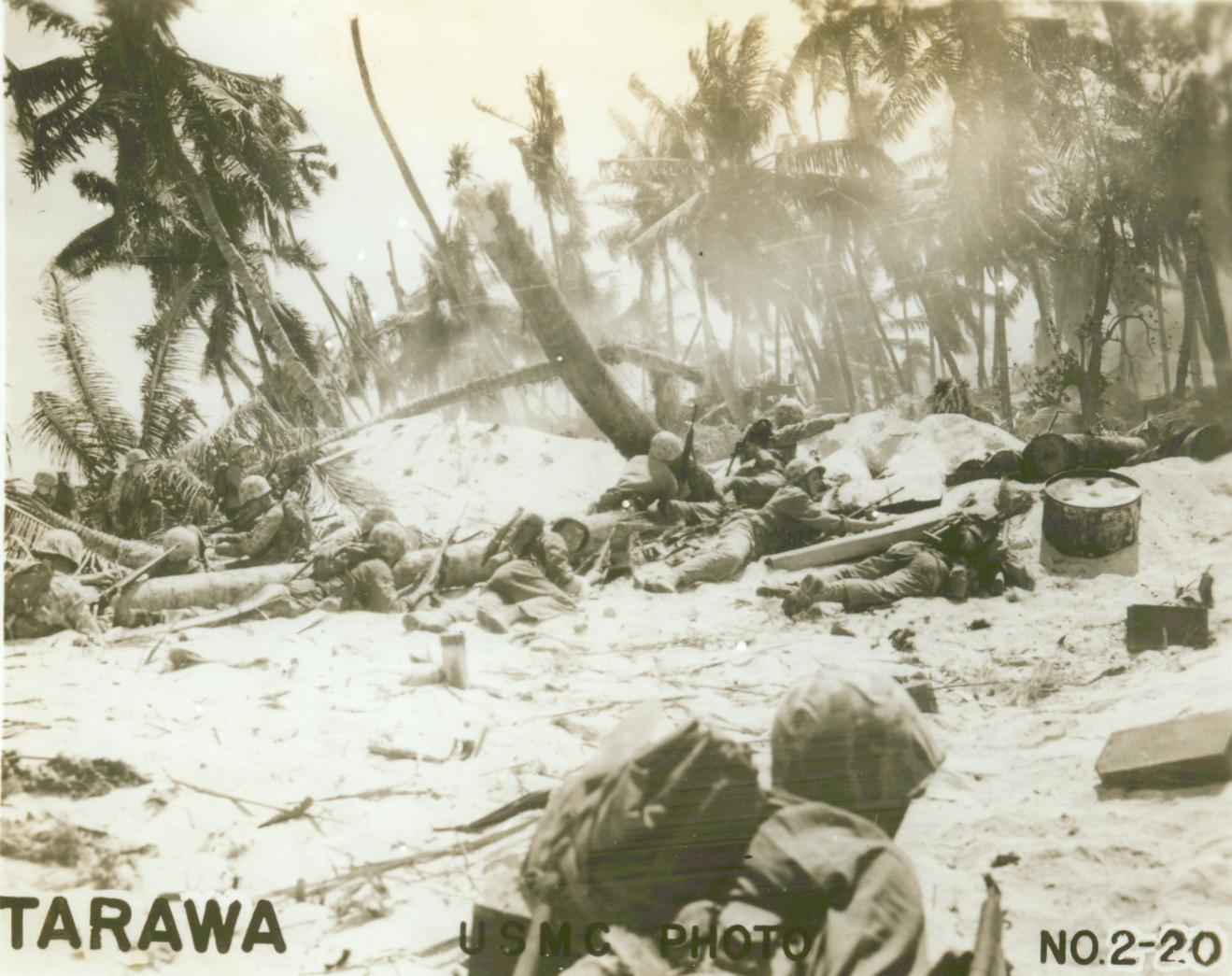
Fuzileiros americanos lutando em Tarawa, novembro de 1943.
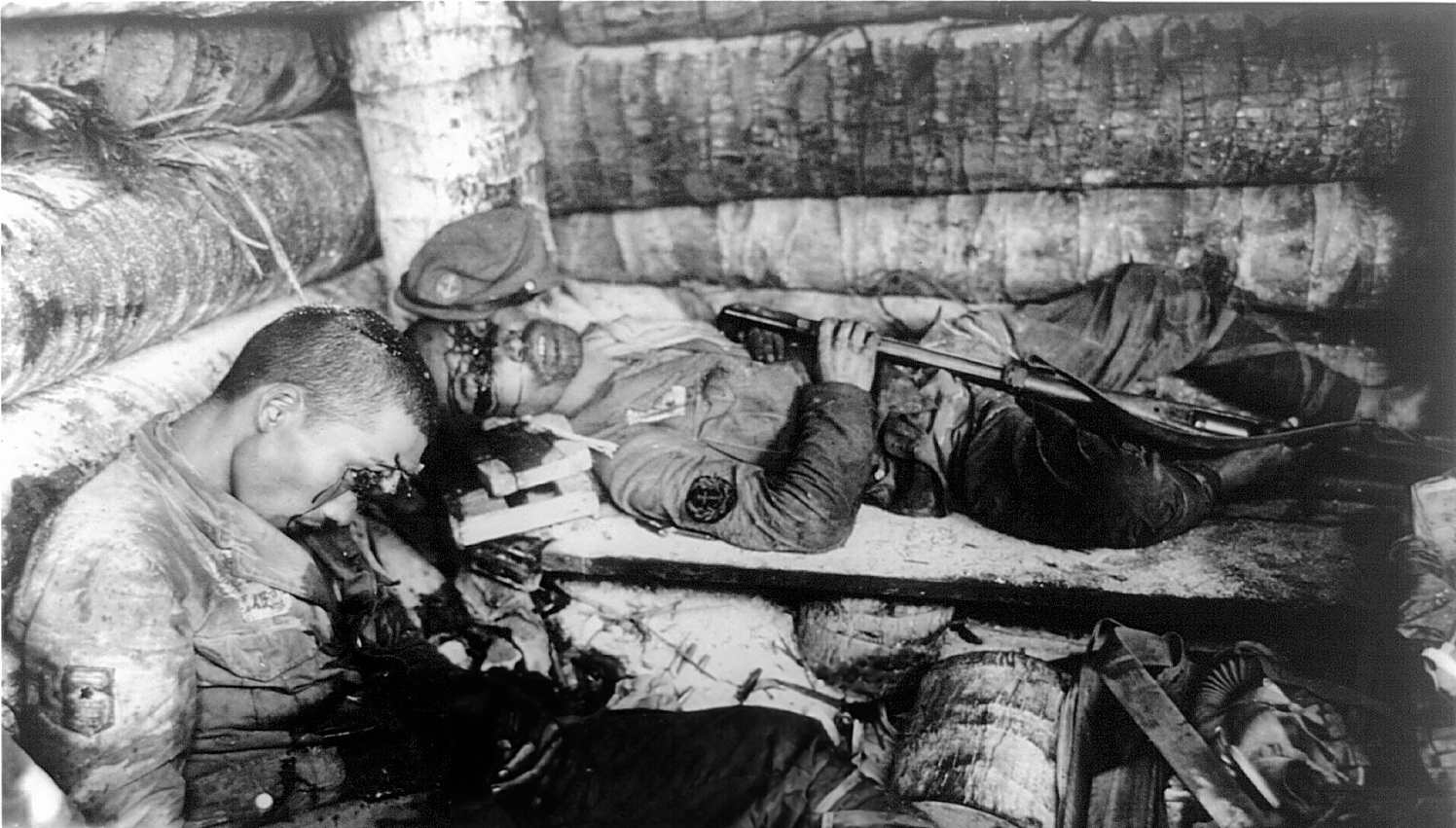
Corpos de dois militares japoneses que preferiram se suicidar a se render.
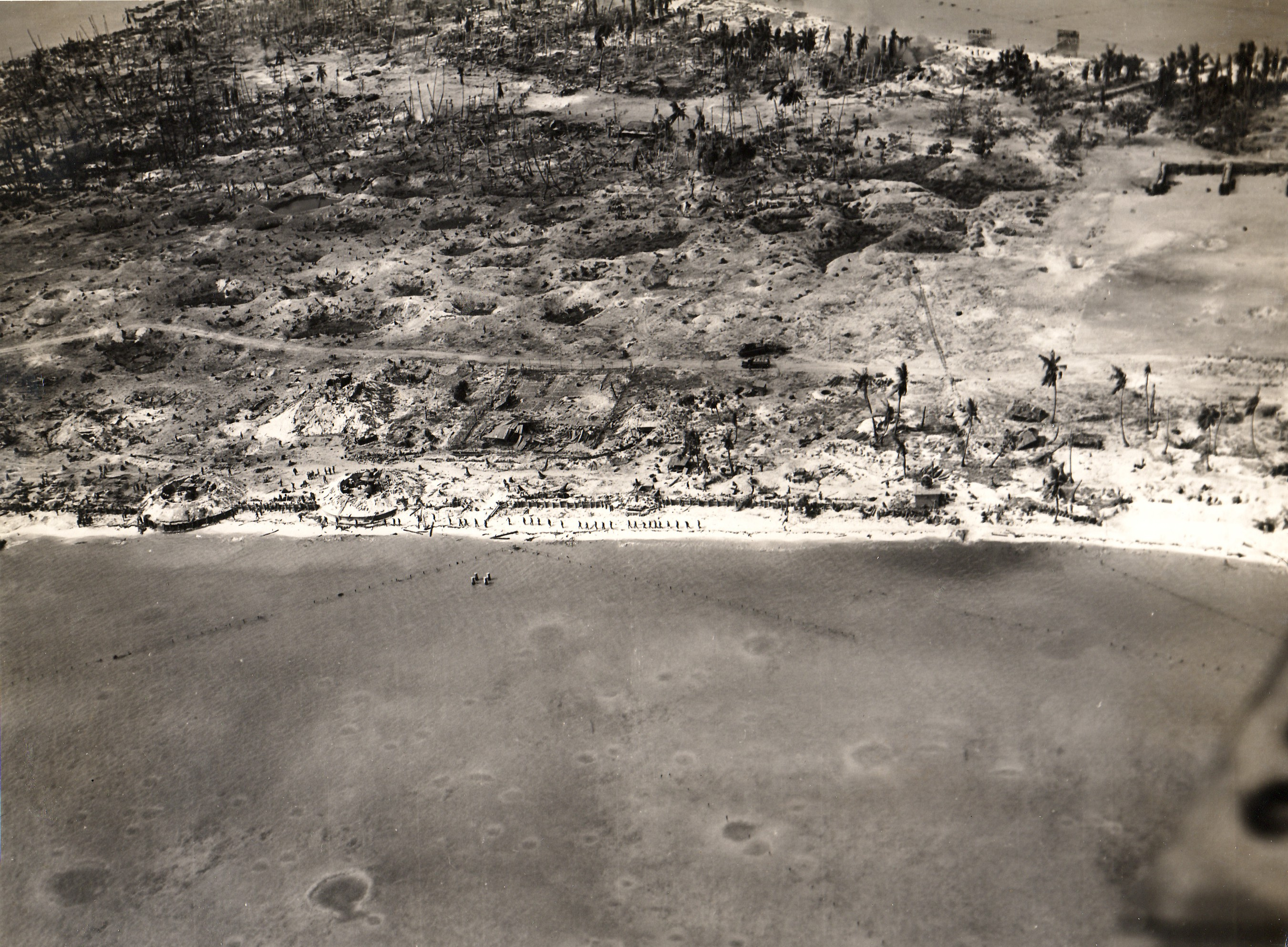
Vista aérea de Betio, no Atol de Tarawa, 24 de novembro de 1943, ao norte de "O Bolsão", o último local de resistência japonesa na ilha.

### Leitura extra
- Alexander, Joseph H. (1995). Utmost Savagery: The Three Days of Tarawa. [S.l.]: Naval Institute Press
- Graham, Michael B (1998). Mantle of Heroism: Tarawa and the Struggle for the Gilberts, November 1943. [S.l.]: Presidio Press. ISBN 0-89141-652-8
- Gregg, Howard F. (1984). Tarawa. [S.l.]: Sein and Day. ISBN 0-8128-2906-9
- Hammel, Eric; John E. Lane (1998). Bloody Tarawa. [S.l.]: Zenith Press. ISBN 0-7603-2402-6
- Wukovitz, John (2007). One Square Mile of Hell: The Battle for Tarawa. [S.l.]: NAL Trade. ISBN 0-451-22138-9